# Wynton Kelly
Wynton Kelly (Brooklyn, 2 dicembre 1931 – Toronto, 12 aprile 1971) è stato un pianista statunitense di musica jazz.

## Biografia
(J. J. Johnson)
Nato a Brooklyn da una famiglia di immigrati giamaicani, Kelly – che era completamente sordo da un orecchio – iniziò la propria carriera fin da adolescente suonando in gruppi Rhythm and blues, con Eddie "Cleanhead" Vinson, Hal Singer, e Eddie "Lockjaw" Davis. Dedicatosi al jazz, lavorò con Lee Abrams, Lester Young, Cecil Payne, Dinah Washington, Charles Mingus e Dizzy Gillespie. Nel 1959 fu chiamato a far parte del quintetto di Miles Davis, con cui rimase fino al 1963, come rimpiazzo di Bill Evans, ruolo che aveva già ricoperto per il famoso album di Davis Kind of Blue nel brano Freddie Freeloader (per il quale pare che Davis gli avesse chiesto di cercare di suonare in maniera più simile ad Ahmad Jamal). Prese anche parte all'album di John Coltrane Giant Steps, suonando in Naima al posto di Tommy Flanagan.

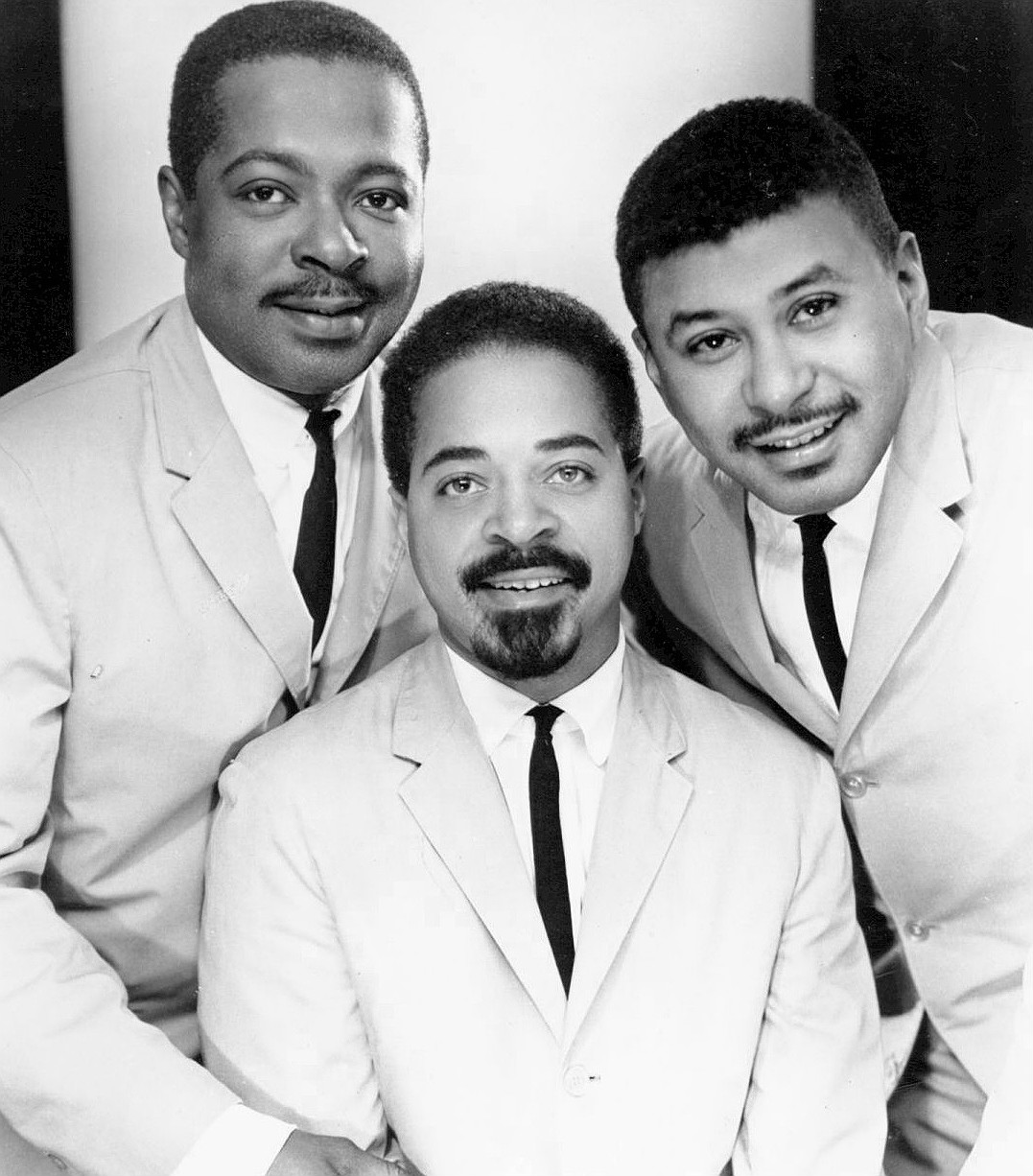
Il Wynton Kelly Trio: da sinistra Kelly, Cobb e Chambers

Wynton Kelly, che era considerato uno specialista del blues (per questo Davis gli affidò Freddie Freeloader che è una forma blues e forse il più tradizionale tra i brani di Kind of Blue), fu uno dei sideman più prolifici dei suoi tempi: per la Riverside, la Vee-Jay, la Verve Records, la Blue Note Records e la Milestone Records incise decine di album come sideman e come leader. Lasciato il gruppo di Davis, formò un trio con Paul Chambers e Jimmy Cobb (che lasciarono il gruppo di Davis assieme a lui) con cui continuò a lavorare per la maggior parte degli anni sessanta. Il trio, divenuto una delle sezioni ritmiche più popolari della scena, lavorò con molti solisti, tra i quali i tenorsassofonisti Hank Mobley e George Coleman (anch'essi ex-davisiani), il trombettista Freddie Hubbard, e dando forse il meglio di sé in diversi ottimi album di Wes Montgomery.
(Miles Davis)
Kelly fu correttamente descritto da Miles Davis come un ibrido tra Red Garland e Bill Evans: Kelly accompagnava con la sensibilità ritmica di Garland unita a un understatement che pareva derivato da Bill Evans. La sua sottigliezza e capacità di non imporsi come accompagnatore fecero sì che la sua statura musicale passasse spesso inosservata, facendone uno dei pianisti più sottovalutati del periodo hard bop. Una prova delle sue qualità si può trovare nell'eccellente Kelly Blue, dove il pianista suona con Chambers e Cobb e in due delle otto tracce il trio è affiancato da Nat Adderley alla cornetta, Benny Golson al sax tenore e Bobby Jaspar al flauto traverso.
Wynton Kelly morì prematuramente a Toronto, in Canada, a seguito di una crisi epilettica.
La figlia Tracy Matisack, che Kelly ebbe nel 1963 dalla sua compagna Anne, diede il nome al brano Little Tracy nel disco In Through the Back Door, e divenne un personaggio televisivo a Philadelphia. Kelly era il secondo cugino del bassista Marcus Miller, che fu anch'egli un collaboratore di Davis alla fine degli ottanta.

## Discografia

### Album
- 1953 - New Faces-New Sounds
- 1957 - Dizzy Atmosphere (con Al Grey, Billy Mitchell, Lee Morgan, Charlie Persip, Paul West e Billy Root)
- 1958 - Sittin' In (con Stan Getz, Dizzy Gillespie, Coleman Hawkins, Paul Gonsalves, J.C. Heard, Wendell Marshall)
- 1958 - Wynton Kelly
- 1959 - Kelly Blue
- 1960 - Kelly at Midnite
- 1960 - Kelly Great
- 1960 - Kelly at Midnite
- 1960 - Kelly Great
- 1961 - Wynton Kelly!
- 1963 - Comin' in the Back Door
- 1965 - Steve Lacy with Wynton Kelly
- 1977 - Live at Left Bank Jazz Society 1968
- 1977 - Someday My Prince Will Come
- 1977 - In Concert
- 1977 - My Baby
- 1977 - Piano Ups 'n' Downs
- 1979 - On 'Powertree'
- 1981 - Final Notes
- 1982 - Kelly's Memories
- 1983 - Blues on Purpose
- 1984 - Autumn Leaves
- 1984 - Live in Baltimore
- 1987 - Alternate Takes of
- 1988 - Interpretations
- 1990 - Alternate Takes of Fantastic & the Others

### Singoli
- 1951 - Born to Be Blue / Where or When
- 1951 - Blue Moon / Goodbye
- 1951 - Summertime / Crazy He Calls Me
- 1952 - Cherokee / Moonglow
- 1960 - Wrinkles / On Stage
- 1961 - Come Rain or Come Shine / Joe's Avenue
- 1961 - Auttum Leaves / Come Rain or Come Shine
- 1963 - Comin' in the Back Door / If That's the Way You Want It
- 1964 - I'll Close My Eyes / When I Fall in Love (con Blue Mitchell)
- 1964 - It's All Right / Little Tracy
- Comin' In The Back Door / Burkes Law Theme
- Action / You Can't Get Away
- Mama "G" / What Know
- Surry With The Fringe on Top / Gone With the Wind
- Boomerang / Serenade to a Bus Seat (con Clark Terry e Johnny Griffin)